# Acmocera compressa
Acmocera compressa  (лат.) — вид жуков-усачей из подсемейства ламиин. Распространён в Африке — Анголе, Гане, Гвинее, Демократической Республике Конго, Камеруне, Кот-д'Ивуаре, Нигерии, Конго, ЦАР, Чаде и Экваториальной Гвинее. Кормовым растением личинок является Coffea liberica var. dewevrei.